# Rally Villa de Llanes de 2000
El Rally Villa de Llanes de 2000, oficialmente 24.º Rally Villa de Llanes, fue la vigésimo cuarta edición y la quinta cita de la temporada 2000 del Campeonato de España de Rally. Fue también puntuable para el campeonato de Asturias, la Copa Clio, la Copa Ibiza y la Copa Saxo. Se celebró del 9 al 11 de junio y contó con un itinerario de once tramos que sumaban un total de 195 km cronometrados.

## Itinerario
| Día   | Tramo | Nombre               | Distancia | Hora | Ganador                           | Líder                             |
| ----- | ----- | -------------------- | --------- | ---- | --------------------------------- | --------------------------------- |
| Día 1 | TC1   | Carmen-Torre         | 20.43 km  |      | Jesús Puras Salvador Cañellas jr. | Jesús Puras Salvador Cañellas jr. |
| Día 1 | TC2   | Arriondas-Cereceda   | 13.50 km  |      | Salvador Cañellas jr.             | Salvador Cañellas jr.             |
| Día 1 | TC3   | Borines-Carrandi     | 17.30 km  |      | Salvador Cañellas jr.             | Salvador Cañellas jr.             |
| Día 1 | TC4   | Carmen-Torre 2       | 20.43 km  |      | Salvador Cañellas jr.             | Salvador Cañellas jr.             |
| Día 1 | TC5   | Arriondas-Cereceda 2 | 13.50 km  |      | Salvador Cañellas jr.             | Salvador Cañellas jr.             |
| Día 1 | TC6   | Borines-Carrandi 2   | 17.30 km  |      | Salvador Cañellas jr.             | Salvador Cañellas jr.             |
| Día 1 | TC7   | Nueva-Labra          | 19.50 km  |      | Roberto Solís                     | Salvador Cañellas jr.             |
| Día 1 | TC8   | La Tornería          | 13.10 km  |      | Salvador Cañellas jr.             | Salvador Cañellas jr.             |
| Día 1 | TC9   | Siejo-Puertas        | 23.70 km  |      | Salvador Cañellas jr.             | Salvador Cañellas jr.             |
| Día 1 | TC10  | La Tornería 2        | 13.10 km  |      | Miguel Ángel Fuster               | Salvador Cañellas jr.             |
| Día 1 | TC11  | Siejo-Puertas 2      | 23.70 km  |      | Javier Azcona                     | Salvador Cañellas jr.             |

## Clasificación final
| Pos. | Piloto                | Copiloto                 | Automóvil                    | Tiempo  | Diferencia |
| ---- | --------------------- | ------------------------ | ---------------------------- | ------- | ---------- |
| 1.   | Salvador Cañellas jr. | Carlos del Barrio        | SEAT Córdoba WRC Evo2        | 2:12:54 | 0.0        |
| 2.   | Roberto Solís         | Francisco Javier Álvarez | Peugeot 106 Maxi             | 2:14:59 | +2:05      |
| 3.   | Javier Azcona         | Mario González Tomé      | Peugeot 106 Maxi             | 2:15:18 | +2:2       |
| 4.   | Miguel Ángel Fuster   | José Vicente Medina      | Citroën Saxo Kit Car         | 2:15:28 | +2:34      |
| 5.   | Sergio Vallejo        | Diego Vallejo            | Fiat Punto Kit Car           | 2:17:18 | +4:24      |
| 6.   | Ignacio Sanfilippo    | Ezequiel Nazábal         | Mitsubishi Carisma GT Evo VI | 2:18:16 | +5:22      |
| 7.   | Marc Blázquez         | Jordi Mercader           | SEAT Ibiza GTi 16V Júnior    | 2:18:41 | +5:47      |
| 8.   | Joan Vinyes           | Xavier Lorza             | SEAT Ibiza GTi 16V Júnior    | 2:19:35 | +6:41      |
| 9.   | Manuel Cabo           | Francisco J. Rodríguez   | Citroën Saxo Kit Car         | 2:20:16 | +7:22      |
| 10.  | Javier Piñeiro        | Aída Blanco              | Citroën Saxo VTS             | 2:22:17 | +9:23      |